# Fédération internationale de powerchair football association
La Fédération internationale de powerchair football association est l'organisation internationale dirigeant le foot fauteuil (appelé aussi « powerchair football »). Elle est l'une des fédérations reconnue par le Comité international paralympique.